# Claire Dames
Pour les articles homonymes, voir Dames (homonymie).
Claire Dames (née le 13 août 1980 en Californie) est une actrice de films pornographiques américaine.

## Biographie
En 2007, elle est classée n°1 Hottest Girl in Porn la même année qu'elle débute dans le X. Elle a fait des photos pour Hustler, Penthouse...
Ses mensurations sont 36E-28-36. Elle mesure 1,63 m pour 57 kg.
En 2009, six personnes sont arrêtées et emprisonnées (dont Claire Dames et Natasha Nice) pour conduite indécente en public.

## Récompenses et nominations
- 2008 : AVN Award nommée – Best Oral Sex Scene, Video – Sperm Splattered 4
- 2008 : iPorn Sexopolis Sunset Strip Awards – Puffiest Nipples
- 2009 : AVN Award nommée – Best Supporting Actress – Night of the Giving Head
- 2009 : AVN Award nommée – Best Oral Sex Scene – Night of the Giving Head

## Filmographie sélective
- Big Butts Like It Big 6 (2010)
- Busty Bartenders (2010)
- In the Butt 5 (2010)
- Mature Brotha Lovers 16 (2010)
- Savanna's Anal Gangbang (2010)
- Anal Junkies on Cock (2009)
- Ass Eaters Unanimous 20 (2009)
- Busty Cops on Patrol (2009)
- Celebrity Pornhab with Dr. Screw (2009)
- Curvy Girls 3 (2009)
- Double Decker Sandwich 13 (2009)
- Masturbation Nation 6 (2009)
- Mom's Black Cock Anal Nightmare 2 (2009)
- Sunny's Big Adventure (2009)
- Lesbian Bukkake 13 (2008)
- 2 Chicks Same Time 2 (2008)
- Balls Deep 13 (2008)
- Big Butts Like It Big (2008)
- Big Tit Brotha Lovers 13 (2008)
- Boob Bangers 5 (2008)
- Busty Housewives (2008)
- Dark Meat: White Treat 4 (2008)
- Diggin' in the Gapes (2008)
- I Love Ass Cheeks 2 (2008)
- Big Wet Asses 12 (2007)